# Lapoviță

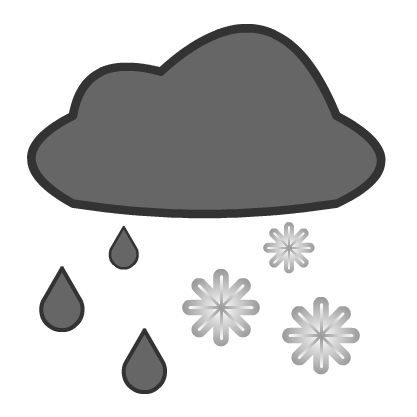
Semn convențional meteorologic pentru lapoviță

Lapovița este o formă de precipitații. Lapovița reprezintă zăpada care s-a topit parțial pe parcursul căderii sale spre sol, aerul din jur fiind suficient de cald pentru a topi o parte din zăpadă, dar nu suficient de cald pentru a o topi în întregime astfel încât să producă ploaie. Astfel, lapovița reprezintă un amestec (o simultaneitate) de ploaie și ninsoare. 
În general, în condițiile de formare a lapoviței, temperatura solului este peste temperatura de îngheț și, drept urmare, lapovița nu are o tendință de a se acumula pe sol. Totuși, în situațiile în care temperatura solului este sub cea de îngheț, lapovița poate forma straturi de gheață invizibilă pe suprafața solului, numite gheață neagră. Același fenomen se produce dacă ploaia îngheață la contactul cu solul.

## Efecte
În majoritatea părților lumii, lapovița apare doar pentru perioade scurte și nu se acumulează o cantitate semnificativă. Cu toate acestea, în estul Statelor Unite și în sud-estul Canadei, aerul cald care merge spre nord din Golful Mexic în fața unui sistem puternic de furtuni la scară sinoptică poate depăși aerul rece și dens la suprafață pentru multe sute de mile pentru o perioadă extinsă de timp. În aceste zone, acumulările de lapoviță de 2-5 cm (0,8-2,0 in) nu sunt nemaiauzite. Efectele unei acumulări semnificative de lapoviță nu seamănă cu acumularea de zăpadă. O diferență semnificativă este că pentru același volum de zăpadă, un volum egal de lapoviță este semnificativ mai greu și, prin urmare, mai dificil de curățat. În plus, un volum de lapoviță durează mult mai mult pentru a se topi, comparativ cu un volum egal de zăpadă proaspătă.

## Legături externe
- „lapoviță” la DEX online